# Centrodraco
Centrodraco is een geslacht van straalvinnige vissen uit de familie van pitvissen (Draconettidae). Het geslacht is voor het eerst wetenschappelijk beschreven in 1913 door Regan.

## Soorten
- Centrodraco abstractum Fricke, 2002
- Centrodraco acanthopoma (Regan, 1904)
- Centrodraco gegonipus (Parin, 1982)
- Centrodraco insolitus (McKay, 1971)
- Centrodraco nakaboi Fricke, 1992
- Centrodraco ornatus (Fourmanoir & Rivaton, 1979)
- Centrodraco otohime Nakabo & Yamamoto, 1980
- Centrodraco pseudoxenicus (Kamohara, 1952)
- Centrodraco rubellus Fricke, Chave & Suzumoto, 1992
- Centrodraco striatus (Parin, 1982)
- Centrodraco atrifilum Fricke, 2010
- Centrodraco lineatus Fricke, 1992
- Centrodraco oregonus (Briggs & Berry, 1959)